# Erythroneura glabra
Erythroneura glabra är en insektsart som beskrevs av Dmitry A. Dmitriev och Dietrich 2007. Erythroneura glabra ingår i släktet Erythroneura och familjen dvärgstritar. Inga underarter finns listade i Catalogue of Life.